# Горе (Вогези)
Горе (фр. Gorhey) је насељено место у Француској у региону Лорена, у департману Вогези.
По подацима из 2011. године у општини је живело 173 становника, а густина насељености је износила 27,42 становника/km².

## Демографија
| 1962. | 1968. | 1975. | 1982. | 1990. | 2011. |
| ----- | ----- | ----- | ----- | ----- | ----- |
| 120   | 138   | 105   | 132   | 157   | 173   |